# شیائومی می آ۳
شیائومی می آ۳ (به انگلیسی: Xiaomi Mi A3) سومین گوشی هوشمند از سری گوشی‌های هوشمند Mi A است که توسط شیائومی توسعه یافته‌است. شیائومی می آ۳ بخشی از برنامه اندروید وان است که به‌روزرسانی‌های نرم‌افزاری آن مستقیماً از گوگل ارائه می‌شود.